# إدوارد تشارلز ماير
إدوارد تشارلز «شاي» ماير (بالإنجليزية: Edward C. Meyer) (11 ديسمبر 1928) كان جنرالًا في جيش الولايات المتحدة والرئيس التاسع والعشرون لأركان جيش الولايات المتحدة.

## وفاته
توفي في 13 أكتوبر 2020م، الموافق 26 صفر 1442هـ عن عمر 91 عامًا.